# Tambores de Abajo
Tambores de Abajo är en ort i Mexiko.   Den ligger i kommunen San Dimas och delstaten Durango, i den centrala delen av landet, 800 km nordväst om huvudstaden Mexico City. Tambores de Abajo ligger 2 351 meter över havet och antalet invånare är 286.
Terrängen runt Tambores de Abajo är huvudsakligen kuperad, men den allra närmaste omgivningen är platt. Runt Tambores de Abajo är det mycket glesbefolkat, med 3 invånare per kvadratkilometer. Tambores de Abajo är det största samhället i trakten. I omgivningarna runt Tambores de Abajo växer huvudsakligen savannskog.